# Edgar Ravenswood Waite
Edgar Ravenswood Waite (Leeds, 5 maggio 1866 – Hobart, 19 gennaio 1928) è stato uno zoologo, ornitologo ed erpetologo britannico.

## Biografia
Waite era il secondo genito di John Waite, un impiegato di banca, e di sua moglie Jane, nata Vause. Studiò alla Leeds Parish Church Middle Class School e successivamente frequentò l'Università Victoria di Manchester. Nel 1888 fu nominato vice curatore del Museo di Leeds e tre anni dopo ne fu nominato curatore. Il 7 aprile 1892 Waite sposò Rose Edith Green nella chiesa parrocchiale di St. Matthew, a Leeds. Nel 1893 Waite divenne zoologo presso l'Australian Museum di Sydney, dove fu curatore della sezione ittica dal 1893 al 1906.

## Carriera
Nel 1896 Waite accompagnò Charles Hedley dell'Australian Museum nella spedizione Funafuti Coral Reef Boring della Royal Society sotto la guida del professor William Sollas e del professor Edgeworth David. Dopo la spedizione a Funafuti nelle Isole Ellice (ora conosciute come Tuvalu), Waite pubblicò un resoconto dal titolo The mammals, reptiles, and fishes of Funafuti.
Nella disciplina scientifica dell'erpetologia descrisse diverse nuove specie di rettili. Nel 1898 Waite pubblicò il Popular Account of Australian Snakes (resoconto popolare dei serpenti australiani).
Durante la spedizione di pesca a strascico condotta dall'H.M.C.S Thetis scrisse il rapporto sul pesce dove raccontò le caratteristiche del pesce pescato a strascico dal governo dell'Australia occidentale. Fu coinvolto in diverse spedizioni nelle isole sub-antartiche, tra cui la spedizione scientifica delle isole sub-antartiche del 1907, in Nuova Guinea e nell'entroterra australiano. Quando Waite terminò il proprio incarico presso l'Australian Museum, la collezione conteneva 18.000 esemplari. Successivamente fu curatore del Museo di Canterbury in Nuova Zelanda per otto anni, prima di accettare la direzione del Museo dell'Australia meridionale nel marzo 1914.
Waite fu il primo ittiologo australiano a utilizzare illustrazioni dettagliate nei suoi articoli. Durante la sua carriera pubblicò circa 140 articoli, di cui più della metà sui pesci. Il suo principale contributo all'ittiologia australiana fu The Fishes of South Australia del 1923.
Nel 1926 Waite studiò i musei europei e americani. A New York vi allestì la sezione australiana del museo. Durante la spedizione in Nuova Guinea aveva contratto la malaria e da quel momento iniziò a soffrire di cattive condizioni di salute. 
Sebbene di carattere riservato, Waite era un uomo di grande versatilità. Era un linguista e musicista, sapeva disegnare e dipingere ad acquerello, era un esperto modellista, aveva una certa conoscenza di meccanica ed era un abile fotografo. La maggior parte di queste cose gli fu utile nel suo lavoro di curatore di musei e come tale la sua reputazione era molto alta. Come scienziato il suo lavoro più importante è stato sui vertebrati. Era un membro della Linnean Society fin dalla tenera età ed era vicepresidente della Royal Society of South Australia. Ha contribuito con oltre 200 articoli a varie pubblicazioni scientifiche.

## Morte
Waite morì il 19 gennaio 1928 all'Highbury Hospital di Hobart a causa di una febbre enterica mentre si trovava li per partecipare ad un convegno organizzato dell'Australasian Association for the Advancement of Science. 
Non era imparentato con Peter Waite, l'uomo che con la sua dotazione rese il Waite Institute una realtà.

## Tassonomie in suo onore
La Stolephorus waitei (Jordan & Seale, 1926), è una specie di pesce appartenente alla famiglia Engraulidae. Si trova nell'Indo-Pacifico. Anche una specie di serpente cieco australiano, Anilios waitii, prende il nome in suo onore.